# جاتیتا پاتکسا
جاتیتا پاتکسا (به اسپانیایی: Jat'ita Patxa) یک کوه در پرو است که در منطقه موکگوا واقع شده‌است. جاتیتا پاتکسا ۵٬۳۱۰ متر بالاتر از سطح دریا واقع شده‌است.